# سميرة الخطيب
سميرة الخطيب (وُلدت عام 1945 في القدس - وتُوفيّت في 11 يونيو 2021 في الولايات المتحدة الأمريكيّة) كانت كاتبة وشاعرة فلسطينيّة عُرفت من خلال نضالها الأدبي والثقافي ضدّ الاحتلال الإسرائيلي، كما نشرت عددًا من الدواوين الشعريّة والقصائد لعلَّ أبرزها ديوان «القرية الزانية».

## الحياة المُبكّرة والتعليم
وُلدت سميرة الخطيب في مدينة القدس، بل عاشت وترعرعت في أزقتها وحاراتها وشوارعها ثم هاجرت في وقتٍ ما إلى الولايات المتحدة الأمريكيّة. بدأت من هناك إسهاماتها في طرح القضية الفلسطينية في المحافل الدولية وبين أوساط الرأي العام الأمريكي، جنبًا إلى جنب مع الشاعر الفلسطيني الآخر راشد حسين.

## المسيرة المهنيّة
بدأت سميرة الخطيب مسارها المهني في مجال الكتابة والتأليف والنشر بصفة عامّة وفي المجال الشعري بصفة خاصّة مبكّرًا حينما نشرت بعضًا من قصائدها في مجلة «البيادر الأدبي» لمؤسسها وصاحبها جاك خزمو، ثمّ صدرت لها لاحقًا مجموعة شعرية بعنوان «القرية الزانيّة». التزمت سميرة في غالبيّة نصوصها الموقف الوطني الفلسطيني الداعم لقضايا شعبها وهمومه وأحلامه.
عالجت سميرة الخطيب في قصائدها مواضيع فلسطينية حياتية ووطنية مستوحاة من الواقع، وحاولت – كما ذكر بعض النقاد – أن تطفح قصائدها بالمشاعر الفلسطينية، كما وظفت التراث والرموز الحضارية للتعبير.
أسست سميرة مع مجموعة من المثقفين الفلسطينيين صندوق الجليل الثقافي، الذي كان يهدفُ إلى تعليم الشباب الفلسطيني من الجليل والمثلث ومساعدتهم على مواصلة دراستهم الاكاديمية. اشتغلت في وقتٍ ما في صحيفة «الوحدة» الصادرة في الإمارات العربية، وفي مجلة «الظفرة» التي كان يصدرها الصحافي محمد محفوظ في لندن.
اقتحمت سميرة سنة 1963 مقرَّ إذاعة محليّة رفقة صديقة جزائريّة، لكنهما فشلتا في تشغيل الأجهزة وإذاعة بيانٍ كانتا ضد حضرتا له جيدًا. استُدعي والد سميرة ثاني يوم للمخابرات ودفع كفالة لإطلاق سراحها. انتقلت سميرة للاحتجاج الثقافي فبدأت عبر كتابة قصة عاطفية اسمها «ليالينا»، فتقول سميرة أنه وعندما اطلع عليها بعض المهتمين بالأدب في فلسطين كانوا يسألونها عن الكاتب الحقيقي. كتبت سميرة أول روايةٍ لها تحت عنوان «حيث تشرق الشمس» وذلك عام 1966 حيث كتبت منها بعض الفصول باللغة الإنجليزية.
انتقلت سميرة عام 1975 لمهنة المحاماة في محاولة منها للدفاعِ عن القضية الفلسطينية. قالت سميرة في أحدِ النقاشات مع صحيفة محليّة أنّ الحوارات الحادة التي دخلتها مع الصهاينة قد مكنتها من التعامل معهم بصلابة، كما أنَّ إتقانها اللغة العبرية مكّنها من قراءة أغلب الكتب. اعتُقلت سميرة من قِبل جنود في جيش الاحتلال الإسرائيلي وصادروا كل أوراقها بما في ذلك ديوانين شعريين هما «القرية الزانية» و«40 قصيدة إلى مشعل» ومخطوطة «تنحوا أيها السادة فأنا سأمسك الزمام» إلى جانب شهاداتها الدراسية وبعض التقارير الطبية.
انتقلت سميرة للعيشِ في المملكة المتحدة في آب/أغسطس 1977 حتى تشرين الثاني/نوفمبر عام 1979 حيثُ اشتغلت بالصحافة في جريدة المنار لصاحبها رياض الريس، ثم اشتغلت في مجلة 23 يوليو، وإلى جانب هذا حاضرت عن القضية الفلسطينية في عددٍ من الجامعات والملتقيات. سافرت بعدها سميرة الخطيب إلى الإمارات العربية واشتغلت بصحيفة الوحدة ومجلة الظفرة التي كان يصدرها محمد محفوظ وتصدر من لندن.
خلال حياتها، كانت سميرة الخطيب واحدة من أبرز شاعرات فلسطين، إلى جانب كل من للي كرنيك وفدوى طوقان وليلى علوش.

## قائمة أعمالها
هذه قائمةٌ مصغّرةٌ بأبرز أعمال الكاتبة والشاعرة الفلسطينيّة سميرة الخطيب:
- القرية الزانيّة.[11]
- 40 قصيدة إلى مشعل.[12]

## قيل عنها
- يقول الأديب نبيه القاسم: «ليلى علوش، وسميرة الخطيب، وسحر خليفة، وليلي كرنيك، مبدعات أضأن الوطن بإبداعاتهن المميّزة».[13]